# Čechy 03 (volební obvod Říšské rady)
Čechy 03 byl volební obvod pro volby do Poslanecké sněmovny Říšské rady. Volili v něm mužští občané části pražské čtvrti Nové město. Volební obvod byl zřízen se zavedením všeobecného volebního práva v Předlitavsku v roce 1907 a zanikl s rozpadem Rakouska-Uherska roku 1918.
V letech 1911-1917 byl poslancem za tento obvod Karel Kramář, pozdější první premiér Československa.

## Charakteristika obvodu
| Rok          | 1907   | 1910  | 1911  |
| ------------ | ------ | ----- | ----- |
| Počet voličů | 10 779 | 6 690 | 6 665 |

Volební obvod vznikl přeskupením obvodů, které v původním volebním systému náležely do kurie měst a průmyslových míst. Přestože již tedy volební právo nebylo omezeno daňovým cenzem, města stále volila odděleně od svého venkovského okolí.
Jednalo se o volební obvod s výraznou českou většinou, německý sčítací kandidát zde obdržel jen 14 % hlasů roku 1907 a 10 % hlasů roku 1911. Politicky zde byla silná pravicová Národní strana svobodomyslná, výjimečný ale obvod byl silnou pozicí staročeské Národní strany. Sociální demokracie nedosahovala výrazných zisků.

## Poslanci
| Poslanec | Poslanec     | Strana                | Volby      |
| -------- | ------------ | --------------------- | ---------- |
|          | Vladimír Srb | staročeši             | 1907       |
|          | Karel Sokol  | státoprávní pokrokáři | 1910 dopl. |
|          | Karel Kramář | mladočeši             | 1911       |

## Volby

### Volby 1907
Volby v roce 1907 byly první konané podle všeobecného volebního práva pro všechny muže. Mladočeská a staročeská strana vyslala do voleb předsedu mladočechů Karla Kramáře. Spojené mladé strany státoprávní podpořily radikála a ředitele hospodářské školy Jana Slabého. Za sociální demokracii kandidoval úředník František Smítek. Stranu katolického lidu zastupoval knihař Josef Hovádek.
| Parlamentní volby 1907 |                                |                                |             |             |             |
| Kandidát               | Kandidát                       | Strana                         | První volba | První volba | První volba |
| Kandidát               | Kandidát                       | Strana                         | Hlasy       | %           | ±%          |
|                        | Vladimír Srb                   | Staročeši                      | 2 399       | 50,3        |             |
|                        | Jan Havránek                   | Sociální demokraté             | 815         | 17,1        |             |
|                        | Alexander Richter              | Něm. liberálové                | 650         | 13,6        |             |
|                        | Josef Ečer                     | Národní sociál                 | 477         | 10,0        |             |
|                        | Bohuslav Mudroch               | Spojení katolíci               | 229         | 4,8         |             |
|                        | Rafael Pacher                  | Něm. lidovci                   | 90          | 1,9         |             |
|                        | roztříštěné hlasy              | roztříštěné hlasy              | 105         | 2,2         |             |
| neplatné hlasy         | neplatné hlasy                 | neplatné hlasy                 | 16          | 0,3         |             |
| Celkem/účast           | Celkem/účast                   | Celkem/účast                   | 4 781       | 44,4        |             |
|                        | Staročeši získali (nový obvod) | Staročeši získali (nový obvod) | ±           |             |             |

### Doplňovací volby 1910
Po rezignaci Vladimíra Srba se konaly 12. ledna 1910 doplňovací volby. V rozhodující volbě 19. ledna těsně zvítězil novinář a nakladatel Karel Sokol ze Státoprávní pokrokové strany, který porazil pozdějšího československého ministra financí Aloise Rašína.
| Doplňovací parlamentní volby 1910 |                                             |                                             |             |             |             |            |            |            |
| Kandidát                          | Kandidát                                    | Strana                                      | První volba | První volba | První volba | Užší volba | Užší volba | Užší volba |
| Kandidát                          | Kandidát                                    | Strana                                      | Hlasy       | %           | ±%          | Hlasy      | %          | ±%         |
|                                   | Karel Sokol                                 | Státoprávní pokrokáři                       | 765         | 17,3        |             | 2 401      | 51,7       |            |
|                                   | Alois Rašín                                 | Mladočeši                                   | 1 776       | 40,1        |             | 2 241      | 48,3       |            |
|                                   | Jaroslav Mattuš                             | Staročeši                                   | 707         | 16,0        | -34,3       |            |            |            |
|                                   | Jan Slavíček                                | Národní sociálové                           | 671         | 15,2        | +5,2        |            |            |            |
|                                   | Jan Havránek                                | Sociální demokraté                          | 483         | 10,9        | -6,2        |            |            |            |
|                                   | roztříštěné hlasy                           | roztříštěné hlasy                           | 20          | 0,5         | -1,7        |            |            |            |
| neplatné hlasy                    | neplatné hlasy                              | neplatné hlasy                              | 38          | 0,9         |             | 48         | 0,4        |            |
| Celkem/účast                      | Celkem/účast                                | Celkem/účast                                | 4 460       | 66,7        | +22,3       | 4 673      | 70,0       |            |
|                                   | Státoprávní pokrokáři získali od staročechů | Státoprávní pokrokáři získali od staročechů | ±           |             |             |            |            |            |

### Volby 1911
V roce 1911 kandidoval jako dohodový kandidát předseda mladočeské strany Karel Kramář. Sociální demokracie nominovala redaktora Václava Vacka, který se po druhé světové válce stane pražským primátorem. Za křesťanské sociály kandidoval monsignore Josef Čihák, kaplan u sv. Havla. Státoprávní pokroková strana vyslala do voleb spisovatele Antonína Hajna. Dále kandidoval německý liberální sčítací kandidát Alexander Richter.
| Parlamentní volby 1911 |                                              |                                              |             |             |             |
| Kandidát               | Kandidát                                     | Strana                                       | První volba | První volba | První volba |
| Kandidát               | Kandidát                                     | Strana                                       | Hlasy       | %           | ±%          |
|                        | Karel Kramář                                 | Mladočeši                                    | 3 608       | 71,1        | +31,0       |
|                        | Václav Vacek                                 | Sociální demokraté                           | 595         | 11,7        | +0,8        |
|                        | Alexander Richter                            | Něm. liberálové                              | 496         | 9,8         |             |
|                        | Antonín Hajn                                 | Státoprávní pokrokáři                        | 204         | 4,0         | -13,3       |
|                        | Josef Čihák                                  | Křesťanští sociálové                         | 123         | 2,4         |             |
|                        | roztříštěné hlasy                            | roztříštěné hlasy                            | 49          | 1,0         | +0,5        |
| neplatné hlasy         | neplatné hlasy                               | neplatné hlasy                               | 31          | 0,6         |             |
| Celkem/účast           | Celkem/účast                                 | Celkem/účast                                 | 5 106       | 76,6        | +9,9        |
|                        | Mladočeši získali od státoprávních pokrokářů | Mladočeši získali od státoprávních pokrokářů | ±           |             |             |